# Tobias Nickenig
Tobias Nickenig (* 1. August 1984 in Neuwied) ist ein ehemaliger deutscher Fußballspieler.

## Karriere
Nickenig begann seine Fußballkarriere beim BSV Weißenthurm, wechselte in der C-Jugend zur SG Andernach und im Jahr 2000 zum Nachwuchs des 1. FC Köln.

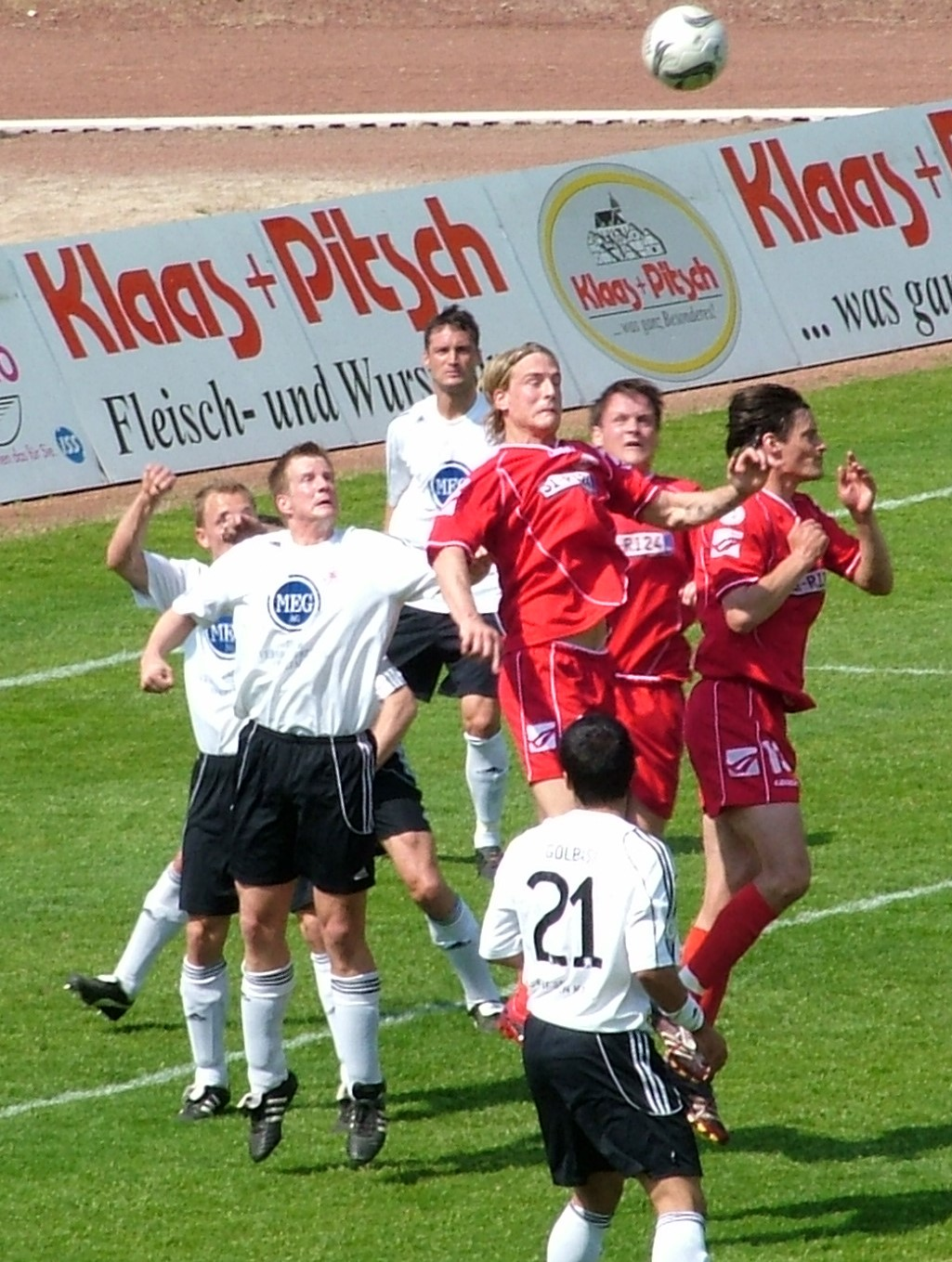
Die Sportfreunde Siegen Tobias Nickenig, Til Bettenstaedt und Alexander Blessin gegen fünf Kasseler

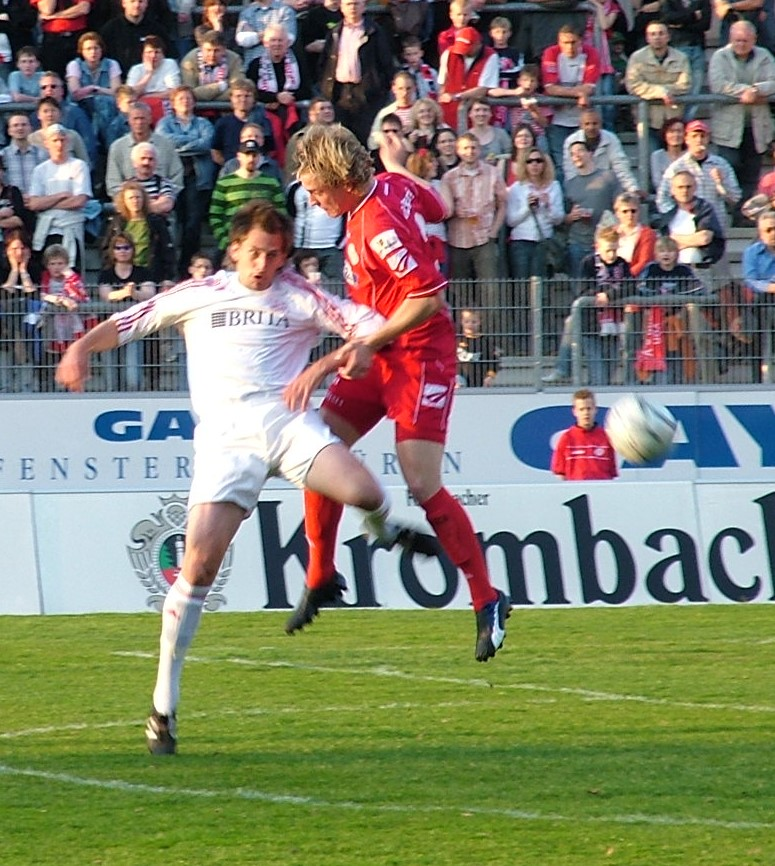
Tobias Nickenig im Trikot der Sportfreunde Siegen im Spiel gegen Wehen-Wiesbaden

In der Saison 2005/06 wurde der 1,90 m große Mittelfeldspieler in den Profikader berufen, kam dort aber nicht zum Einsatz und wurde zur Winterpause der Saison 2006/07 an die Sportfreunde Siegen ausgeliehen. Zurück beim 1. FC Köln erkämpfte er sich zum Beginn der Saison 2007/08 einen Stammplatz bei den Geißböcken, bis er mit einer Schambeinentzündung rund acht Monate ausfiel und bis zum Saisonende passen musste. Am letzten Spieltag der Hinrunde der Saison 2008/09 kam er zu seinem ersten 1. Bundesligaeinsatz gegen den VfL Bochum.
Nickenig wechselte im Januar 2009 vom 1. FC Köln zum liechtensteinischen Fußballverein FC Vaduz, der in der ersten Schweizer Liga, der Axpo Super League, spielt und vom Weltmeister von 1990, Pierre Littbarski, trainiert wurde.
Im Sommer 2009 wechselte er ablösefrei in die 3. Liga zum VfL Osnabrück. Bei den „Lila-Weißen“ eroberte er sich mit seiner leidenschaftlichen Spielweise die Herzen der Anhänger und wurde zu einer der Stützen der Aufstiegsmannschaft. Am 19. Mai 2010 wurde sein Vertrag auf eigenen Wunsch um zwei Jahre verlängert. Nach der sofortigen Wiederkehr in die 2. Bundesliga hatte er in der Saison 2010/11 mit einigen Verletzungen zu kämpfen. Am 18. April 2011 wurde er von Osnabrück für ein Spiel suspendiert, weil er verspätet zu einer Übungseinheit gekommen war. Durch den erneuten Abstieg des VfL Osnabrück aus der 2. Bundesliga wurde sein Vertrag, der ursprünglich bis 2012 datiert war, ungültig und so konnte er ablösefrei wechseln.
Zur Saison 2011/12 wechselte er zum türkischen Verein Orduspor, der in der höchsten türkischen Liga, der Süper Lig, spielt. Dort kam er in der Hinrunde zu sieben Einsätzen. Nachdem die Gehaltszahlungen seitens des Vereins aber ausblieben, wandte Nickenig sich an die FIFA und löste seinen Vertrag Anfang April 2011 mit Unterstützung der FIFA auf. Danach wurde über eine Rückkehr zum VfL Osnabrück spekuliert. Zur Saison 2012/13 wechselte Nickenig zum FC Erzgebirge Aue. Dort avancierte er, wie zuvor schon beim VFL Osnabrück zu einem der Publikumslieblinge und half dem Verein maßgeblich dabei zwei Jahre in Folge die Klasse zu halten. Nach zwei Spielzeiten, in denen er immer wieder mit Verletzungen zu kämpfen hatte, wurde sein Vertrag nach der Saison 2013/14 nicht verlängert. Er musste seine Profilaufbahn aufgrund anhaltender Knieprobleme im Herbst 2014 beenden.
Von Januar 2016 bis November 2016 war er als Sportdirektor des thailändischen Erstligisten Nakhon Ratchasima Mazda FC tätig.
Aktuell ist Tobias Nickenig Geschäftsführender Gesellschafter der GS Globall Sports GmbH.